# Saint-Albain
Saint-Albain település Franciaországban, Saône-et-Loire megyében. Lakosainak száma 548 fő (2022. január 1.). Saint-Albain Boz, Reyssouze, Clessé, La Salle, Viré és Fleurville községekkel határos.

## Népesség
A település népessége az elmúlt években az alábbi módon változott:
| Lakosok száma | 515  | 500  | 513  | 513  | 523  | 534  | 543  | 545  | 548  |
|               | 2013 | 2015 | 2016 | 2017 | 2018 | 2019 | 2020 | 2021 | 2022 |